# ФК „Сарая“
ФК „Сарая“ е български футболен клуб от село Сарая, област Пазарджик. През сезон 2015/2016 се състезава в „А“ ОФГ - Пазарджик. Основните цветове на отбора са синьо и бяло. На 2 септември 2015 г. ФК Сарая играе мач с тима на ЦСКА (София), мачът е за турнира Купата на България Югозападна Междуобластни квалификации и тимът на ЦСКА печели с убедителното 0:11.
Настоящ състав:
1 Ангел Георгиев Ангелов 19.11.1993 Пазарджик
2 Ангел Георгиев Муртов 15.9.1990 Сарая
3 Ангел Георгиев Шопов 08.9.1978 Сарая
4 Ангел Любенов Николов 28.3.1980 Сарая
5 Асен Атанасов Иванчев 10.9.1976 Сарая
6 Атанас Руменов Долджев 14.6.1985 Сарая
7 Веселин Андонов Стоименов 15.9.1974 Сарая
8 Георги Душков Бояджиев 16.6.1969 Сарая
9 Георги Спасов Цанков 05.12.1974 Сарая
10 Георги Танков Танев 05.5.1980 Пловдив
11 Димитър Илиев Дафинов 11.7.1991 Сарая
12 Димитър Михалев Димитров 19.7.1974 Сарая
13 Емил Михалев Димитров 04.1.1973 Сарая
14 Иван Йорданов Илиев 26.2.1982 Сарая
15 Илия Георгиев Шопов 11.2.1976 Сарая
16 Марио Стоянов Стоянов 12.7.1991 Сарая
17 Мариян Любомиров Вучев 14.9.1979 Сарая
18 Мирослав Атанасов Видов 10.10.1987 Сарая
19 Михаил Ангелов Ангелов 28.5.1982 Сарая
20 Михаил Василев Василев 24.9.1988 Сарая
21 Найден Иванов Петраков 21.11.1989 Сарая
22 Ненко Еленов Георгиев 06.10.1991 Сарая
23 Николай Любомиров Въргов 16.1.1980 Пловдив
24 Пене Илиев Минчев 11.4.1971 Сарая
25 Петко Енев Главчев 20.3.1981 Сарая
26 Петко Луков Кърпарев 25.9.1980 Сарая
27 Румен Спасов Димитров 09.5.1978 Сарая
28 Стефан Борисов Янков 19.2.1981 Сарая
29 Тодор Иванов Левтеров 27.6.1970 Сарая
30 Тодор Цветков Манов 17.5.1994 Сарая
31 Тодор Янков Янков 08.5.1987 Сарая
32 Цветан Хараланов Алиев 09.3.1972 Пазарджик
33 Цветомир Стоянов Бояджиев 02.5.1991 Сарая
Класиране през последните десет сезона:
сезон 1999/00 – „А“ ОФГ
15. Бенковски (Сарая) 30 8 6 16 52:88 30
сезон 2000/01 – „А“ ОФГ
12. Бенковски (Сарая) 28 11 2 15 58:75 35
сезон 2001/02 – „А“ ОФГ
14. Бенковски (Сарая) 30 8 2 18 43:72 28
сезон 2002/03 – „А“ ОФГ
16. Бенковски (Сарая) 30 8 1 21 49:114 25
сезон 2003/04 – „А“ ОФГ
15. Бенковски (Сарая) 30 2 3 25 40:134 9
сезон 2004/05 – „А“ ОФГ
14. Бенковски (Сарая) 26 4 4 18 40:91 16
сезон 2005/06 – не участва
сезон 2006/07 – не участва
сезон 2007/08 – не участва
сезон 2008/09 – „Б“ ОФГ Север
10. Сарая (Сарая) 22 5 3 14 43:73 18